# Jacobi Boykins
Jacobi Boykins (St. Petersburg, 11 febbraio 1995) è un cestista statunitense.

## Palmarès
- NBA G League: 1

Rio Grande Valley Vipers: 2018-2019